# الجمل و النصرة لسید العترة فی حرب البصرة
الجمل و النصرة لسید العترة فی حرب البصرة کتابی از ابوعبدالله محمد بن نعمان (شیخ مفید) است.

## تصحیح
تصحیح این کتاب در سال ۱۳۷۱ منتشر و در مراسم کتاب سال جمهوری اسلامی ایران به‌عنوان کتاب برگزیده معرفی شد.